# Bentharca sagrinata
Bentharca sagrinata är en musselart som först beskrevs av Dall 1886.  Bentharca sagrinata ingår i släktet Bentharca och familjen Arcidae. Inga underarter finns listade i Catalogue of Life.